# Conoryctes
Conoryctes is een geslacht van uitgestorven zoogdieren uit de Taeniodonta. Dit dier leefde tijdens het Vroeg-Paleoceen in Noord-Amerika. Er is één soort bekend, C. comma.

## Fossiele vondsten
Fossielen van Conoryctes zijn gevonden in het San Juan-bekken in New Mexico en beschreven door Edward Drinker Cope in 1881. De vondsten dateren uit het Midden- tot Laat-Torrejonian (62,8-61 Ma).

## Kenmerken
Conoryctes was een middelgroot dier met het formaat van een beagle met een geschat gewicht van 12 tot 14 kg. Het was een gravend dier met robuuste voor- en achterpoten, krachtige voeten en scherpe klauwen. Conoryctes was een zoolganger.
Analyse van de botstructuur van de poten heeft informatie opgeleverd over de levenscyclus van Conoryctes. Er was sprake van een snelle groei naar een bijna volwassen formaat en daarna meerdere jaren van tragere groei. Conoryctes was met ongeveer een jaar geslachtsrijp. Het merendeel van de exemplaren in de betreffende studie waren drie tot vijf jaar oud. Het oudste dier was ongeveer zeven jaar oud op het moment van overlijden. Dit is een kortere levensverwachting dan bij moderne zoogdieren van vergelijkbaar formaat.